# Gaoligongshania megalothyrsa
Gaoligongshania megalothyrsa (Hand.-Mazz.) Li, l.R. Xue e N.H. Xia, 1995 è una  pianta appartenente alla famiglia Poaceae. È l'unica specie del genere Gaoligongshania Li, l.R. Xue e N.H. Xia, 1995 e della sottotribù Gaoligongshaniinae D.Z.Li & Y.X.Zhang, 2020.

## Etimologia
Il nome generico (Gaoligongshania) deriva dall'areale della distribuzione di questa specie: i Monti Gaoligong, chiamati in Cina Gaolígòng Shan, situati nello Yunnan occidentale. L'epiteto specifico (megalothyrsa) deriva da due parole greche il cui significato è: "grande" e "tirso" ("tirso" è una particolare infiorescenza a pannocchia).
Il nome scientifico della specie è stato definito inizialmente dal botanico austriaco Heinrich Raphael Eduard Handel-Mazzetti (1882-1940), perfezionato successivamente dai botanici cinesi contemporanei De Zhu Li (1963-), Chi Ju Hsueh (1921-) e Nian He Xia (1963-) nella pubblicazione "Acta Phytotaxonomica Sinica. Beijing - 33(6): 600" del 1995.. Il nome scientifico del genere è stato definito dai botanici cinesi contemporanei De Zhu Li (1963-), Chi Ju Hsueh (1921-) e Nian He Xia (1963-) nella pubblicazione "Acta Phytotaxonomica Sinica. Beijing - 33(6): 598" del 1995..

## Descrizione

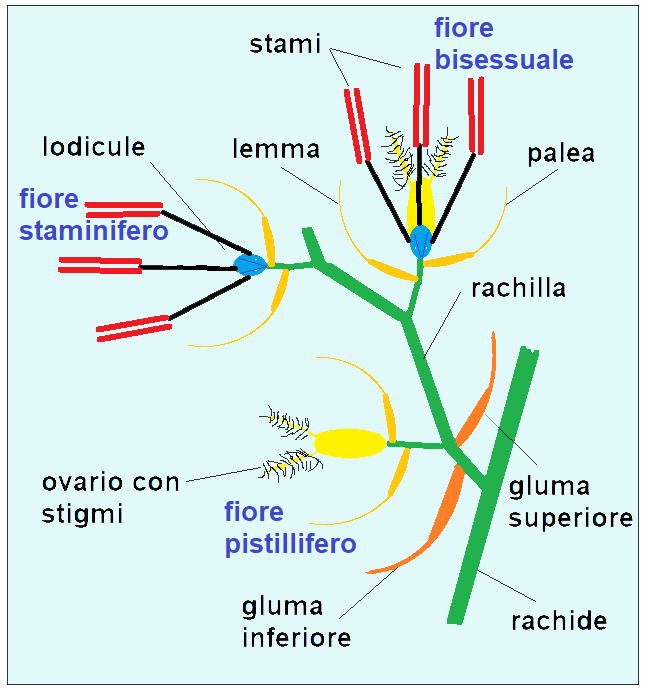
Spighetta generica con tre fiori diversi

### Portamento
Il portamento di questa specie è arbustivo-rampicante o epifitico con rizomi pachimorfi a collo corto. In genere ogni pianta si presenta con un culmo flessuoso; gli internodi sono affusolati e glabri; i nodi sono piatti. È presente un solo ramo per nodo con spessori simili al culmo. Dimensioni del culmo: diametro 0,5 - 1,5 cm; lunghezza 1 - 3,5 metri (massimo 8 metri); lunghezza dell'internodo 30 – 35 cm.

### Foglie
Le foglie lungo il culmo sono disposte in modo alterno, sono distiche e si originano dai vari nodi. Sono composte da una guaina, una ligula e una lamina. Le guaine sono persistenti e setolose ed hanno una apparenza coriacee simile al cuoio. Sono presenti dei padiglioni auricolari ben sviluppati di colore viola con apici fimbriati. La ligula è troncata a 1 – 2 mm. La lamina, con forme oblunghe-lanceolate e apice lungamente acuminato, in genere è ricurva (o riflessa) con margini seghettati. Anche le lamine del fogliame sono auricolate e fimbriate. Le venature sono parallelinervie (quelle trasversali sono visibili e distinte specialmente nelle lamine del fogliame). Dimensioni delle lamine fogliari: larghezza 7,5 – 9 cm; 35 – 40 cm.

### Infiorescenza
- Infiorescenza principale (sinfiorescenza o semplicemente spiga): le infiorescenze sono per lo più ramificate sparsamente ed hanno la forma di una grande pannocchia aperta. Le spighette sono molto numerose. Nelle infiorescenze non sono presenti brattee. Lunghezza delle infiorescenze: 35 – 45 cm.
- Infiorescenza secondaria (o spighetta): le spighette, con pedicello e forme lineari, sono composte da 4 a 10 fiori sottesi da due brattee chiamate glume (inferiore e superiore). Le spighette terminano all'apice con un fiore sterile. Alla base di ogni fiore sono presenti due brattee: la palea e il lemma. Le glume sono lungamente mucronate. Le lamine del lemma sono molto lunghe (con forme lanceolate) e mucronate all'apice. Le palee sono doppiamente carenate. Lunghezza delle spighette: 2 – 4 cm. Lunghezza delle glume: 6 mm. Lunghezza delle palee: 0,8 cm. Lunghezza dei lemmi: 8 mm.
- I fiori fertili sono attinomorfi formati da 3 verticilli: perianzio ridotto, androceo  e gineceo.

- Formula fiorale:

- , P 2, A (1-)3(-6), G (2–3) supero, cariosside.

- Il perianzio è ridotto e formato da tre lodicule, delle squame, poco visibili (forse relitto di un verticillo di 3 sepali). Lunghezza delle lodicule: 2 mm.

- L'androceo è composto da 3 stami ognuno con un breve filamento libero, una antera e due teche. Le antere, gialle, sono basifisse con deiscenza laterale. Il polline è monoporato. Lunghezza delle antere: 5 mm.

- Il gineceo è composto da 3-(2) carpelli connati formanti un ovario supero. L'ovario, glabro, peduncolato e con forme oblunghe, ha un solo loculo con un solo ovulo subapicale (o quasi basale). L'ovulo è anfitropo e semianatropo e tenuinucellato o crassinucellato. Lo stilo, breve, è unico con tre stigmi papillosi.

### Frutti
I frutti sono del tipo cariosside, ossia sono dei piccoli chicchi indeiscenti oblunghi, nei quali il pericarpo è formato da una sottile parete che circonda il singolo seme. In particolare il pericarpo, carnoso e succulento, è fuso al seme ed è aderente. L'endocarpo non è indurito e l'ilo è lungo e lineare. L'embrione è provvisto di epiblasto. I margini embrionali della foglia si sovrappongono. La fessura scutellare è assente. Lunghezza del cariosside: 1 cm.

## Biologia
In generale nelle erbe delle Poaceae la fecondazione avviene fondamentalmente tramite l'impollinazione dei fiori per via  anemogama. Gli stigmi piumosi sono una caratteristica importante per catturare meglio il polline aereo. 
- Dispersione: i semi cadendo (dopo aver eventualmente percorso alcuni metri a causa del vento – dispersione anemocora) a terra sono dispersi soprattutto da insetti tipo formiche (disseminazione mirmecoria).

## Distribuzione e habitat
La distribuzione di questa specie è cinese; in particolare dei monti Gaoligong (Yunnan occidentale). L'habitat tipico sono le foreste sempreverdi a foglie larghe. Spesso vegetano sui tronchi di alberi secolari. In montagna raggiungono le quote di 1.600 - 2.000 m s.l.m..

## Tassonomia
La famiglia delle Poacee comprende circa 800 generi e oltre 9.000 specie. È una delle famiglie più numerose e più importanti del gruppo delle monocotiledoni. La famiglia è suddivisa in 12 sottofamiglie, Gaoligongshania megalothyrsa fa parte della sottofamiglia Bambusoideae (tribù Arundinarieae).

### Sinonimi
L'entità di questa voce ha avuto nel tempo diverse nomenclature. L'elenco seguente indica alcuni tra i sinonimi più frequenti:
- Arundinaria megalothyrsa Hand.-Mazz.
- Indocalamus megalothyrsus (Hand.-Mazz.) C.S.Chao & C.D.Chu
- Monocladus macrophyllus C.M.Hui
- Monocladus megalothyrsus (Hand.-Mazz.) T.P.Yi
- Yushania megalothyrsa (Hand.-Mazz.) T.H.Wen